# Alexis Miellet
Alexis Miellet (Digione, 5 maggio 1995) è un mezzofondista francese, specializzato nei 1500 metri piani e nei 3000 siepi, specialità in cui si é laureato campione europeo a Roma 2024.

## Biografia
Miellet vince la sua prima medaglia internazionale nel 2013 ai campionati europei di corsa campestre di Belgrado con l'oro nella classifica a squadre maschile juniores.
L'anno seguente partecipa ai mondiali juniores di Eugene, in Oregon, dove termina ottavo nei 1500 metri.
Nel 2017, sempre sui 1500, vince la medaglia d'argento ai Giochi mondiali universitari di Taipei, superato solo dal tedesco Timo Benitz.
Nel 2018 e 2019, partecipa nuovamente agli europei di corsa campestre vincendo rispettivamente un bronzo ed un argento con la staffetta mista.
Dopo essersi laureato per quattro volte campione di Francia nelle categorie giovanili, vince il suo primo titolo senior nel 2018, confermandolo anche nei due anni successivi.
Il 2 luglio 2019, al meeting di Marsiglia, si classifica secondo sugli 800 metri fermando il cronometro a 1'45"88, tempo che gli vale la convocazione per Mondiali di Doha di ottobre.
In Qatar, sui 1500, dopo aver passato la batteria chiudendo solo dietro Jakob Ingebrigtsen, viene eliminato in semifinale.
Nel 2021 vince ancora l'argento con la staffetta mista agli europei di corsa campestre di Dublino e in estate partecipa ai Giochi olimpici di Tokyo 2020, ma non riesce a superare le batterie dei 1500.
Il 2023 è l'anno del primo oro senior europeo con la staffetta mista di cross-country insieme a Bérénice Cleyet-Merle, Antoine Senard e Sarah Madeleine.
Il 10 giugno 2024 vince l'oro nei 3000 siepi ai campionati europei di Roma con il tempo di 8'14"01.

## Progressione

### 800 metri
| Stagione | Tempo   | Luogo            | Data      | Rank. Mond. |
| -------- | ------- | ---------------- | --------- | ----------- |
| 2022     | 1'48"01 | Tours            | 22-5-2022 | 371°        |
| 2021     | 1'46"49 | Montreuil        | 1-6-2021  | 154°        |
| 2020     | 1'47"39 | Décines-Charpieu | 29-8-2020 | 95°         |
| 2019     | 1'45"88 | Marsiglia        | 2-7-2019  | 64°         |
| 2018     | 1'46"76 | Barcellona       | 11-7-2018 | 119°        |
| 2017     | 1'47"28 | Tomblaine        | 28-6-2017 | 170°        |
| 2016     | 1'50"77 | Nivelles         | 18-6-2016 | 1077°       |
| 2015     | 1'49"10 | Colmar           | 10-5-2015 | 463°        |
| 2014     | 1'49"64 | Digione          | 18-5-2014 | 588°        |
| 2013     | 1'51"40 | Chalon-sur-Saône | 9-6-2013  | 1243°       |
| 2012     | 1'57"59 | Tomblaine        | 30-6-2012 | -           |

### 1500 metri
| Stagione | Tempo   | Luogo         | Data      | Rank. Mond. |
| -------- | ------- | ------------- | --------- | ----------- |
| 2024     | 3'40"09 | Aix-les-Bains | 12-5-2024 | 310°        |
| 2023     | 3'35"25 | Tomblaine     | 18-6-2023 | 80°         |
| 2022     | 3'39"26 | Marsiglia     | 15-6-2022 | 236°        |
| 2021     | 3'36"03 | Marsiglia     | 9-6-2021  | 82°         |
| 2020     | 3'40"92 | Albi          | 13-9-2020 | 159°        |
| 2019     | 3'34"23 | Monaco        | 12-7-2019 | 26°         |
| 2018     | 3'37"56 | Montreuil     | 19-6-2018 | 82°         |
| 2017     | 3'39"55 | Tomblaine     | 1-6-2017  | 161°        |
| 2016     | 3'45"03 | Ninove        | 23-7-2016 | 607°        |
| 2015     | 3'42"47 | Montbéliard   | 5-6-2015  | 327°        |
| 2014     | 3'43"62 | Amiens        | 21-6-2014 | 417°        |
| 2013     | 3'51"84 | Oyonnax       | 28-6-2013 | 1798°       |
| 2012     | 3'58"15 | St-Maur       | 27-6-2012 | -           |

### 3000 siepi
| Stagione | Tempo   | Luogo | Data      | Rank. Mond. |
| -------- | ------- | ----- | --------- | ----------- |
| 2024     | 8'14"01 | Roma  | 10-6-2024 |             |

## Palmarès
| Anno | Manifestazione    | Sede      | Evento          | Risultato  | Prestazione | Note                          |
| ---- | ----------------- | --------- | --------------- | ---------- | ----------- | ----------------------------- |
| 2013 | Europei di cross  | Tilburg   | Corsa junior    | Oro        | 48 pt.      |                               |
| 2014 | Mondiali juniores | Eugene    | 1500 m piani    | 8°         | 3'45"28     |                               |
| 2017 | Europei U23       | Bydgoszcz | 1500 m piani    | 9°         | 3'51"05     |                               |
| 2017 | Universiadi       | Taipei    | 1500 m piani    | Argento    | 3'43"91     |                               |
| 2018 | Europei           | Berlino   | 1500 m piani    | Batteria   | 3'51"61     |                               |
| 2018 | Europei di cross  | Tilburg   | Staffetta mista | Argento    | 16'12"      |                               |
| 2019 | Mondiali          | Doha      | 1500 m piani    | Semifinale | 3'37"39     |                               |
| 2019 | Europei di cross  | Lisbona   | Staffetta mista | Bronzo     | 18'05"      |                               |
| 2021 | Giochi olimpici   | Tokyo     | 1500 m piani    | Batteria   | 3'41"23     |                               |
| 2021 | Europei di cross  | Dublino   | Staffetta mista | Argento    | 18'05"      |                               |
| 2023 | Europei di cross  | Bruxelles | Staffetta mista | Oro        | 19'44"      |                               |
| 2024 | Europei           | Roma      | 3000 m siepi    | Oro        | 8'14"01     | Miglior prestazione personale |
| 2024 | Giochi olimpici   | Parigi    | 3000 m siepi    | Batteria   | 8'22"08     |                               |